# Бездна Челленджера
Бездна Челленджера (также «пятно Челленджера», англ. Challenger Deep) — самая глубокая точка поверхности Земли. Расположена в западной части Тихого океана в Марианской впадине. Находится в 1800 км восточнее Филиппин, в юго-западной части впадины, в 340 км на юго-запад от острова Гуам, марианского острова, принадлежащего к микронезийским островам. По различным данным, её максимальная глубина составляет от 10 898 до 11 034 м ниже уровня моря. Давление у дна составляет примерно 1086 бар (~110 МПа), что более чем в 1071 раз превышает стандартное атмосферное давление на уровне моря. При таком давлении плотность воды увеличивается на 4,96 %. Температура на глубине составляет от 1 до 4 °C.

## История
В 1951 году в Марианской впадине английским гидрографическим судном Челленджер II с помощью эхолота была зарегистрирована глубина 10 899 метров (10 863 метра с помощью лотлиня). Этому месту было дано имя «Бездна Челленджера» (также именуется как «пятно Челленджера»).
По результатам измерений, проведённых в 1957 году во время 25-го рейса советского научно-исследовательского судна «Витязь» (руководитель Алексей Дмитриевич Добровольский), максимальная глубина жёлоба — 11 022 метра (уточнённые данные, первоначально сообщалась глубина 11 034 метра).
23 января 1960 года Дон Уолш и Жак Пикар совершили погружение на батискафе «Триест». Они зарегистрировали глубину 10 916 метров, которая также стала обозначаться как «глубина Триест».
Беспилотная японская подводная лодка «Кайко» в марте 1995 года собрала пробы грунта в этом месте и зарегистрировала глубину 10 911 метров.
31 мая 2009 года беспилотная подводная лодка «Нерей» взяла пробы грунта в этом месте. Собранный ил по большей части состоит из фораминифер. При этом погружении была зарегистрирована глубина 10 902 м.
Более двух лет спустя, 7 декабря 2011 года, исследователи Нью-Гемпширского университета опубликовали результаты погружения подводного робота, который с помощью звуковых волн зарегистрировал глубину в 10 994 м (± 40 м).
В последние годы шла работа четырёх независимых друг от друга групп над тем, чтобы снова послать ко дну «Бездны Челленджера» аппарат с человеком внутри. Гонку выиграл 26 марта 2012 года режиссёр Джеймс Кэмерон, который на аппарате Deepsea Challenger впервые в истории в одиночку достиг дна «Бездны» (третий человек за всю историю). Максимальная глубина, зарегистрированная во время погружения, составила 10 908 метров. Измеренная глубина в момент касания дна составляла 10 898 метров.
В 2019 году, в период с 28 апреля по 4 мая, на дно Бездны Челленджера спускались четыре человека. А 7 июня 2020 года Кэтрин Салливан стала первой женщиной, достигшей дна Бездны.
- 12 июня 2020 года на дне Бездны Челленджера побывала вторая женщина — Ванесса О Брайен, альпинистка, покорившая Эверест. Пилот — Виктор Весково.
- 20 июня 2020 года Келли Уолш, сын знаменитого Дона Уолша, достиг дна Бездны Челленджера, доведя тем самым число людей, побывавших в Марианской впадине, до двенадцати. Пилотом был Виктор Весково.
- 25 июня 2020 года Ин-Цонг «YT» Лин, учёный из Лаборатории океанической акустики, стал тринадцатым человеком, посетившим Бездну, и первым человеком азиатского происхождения. Пилотом был Виктор Весково.
- 15 ноября 2020 года три человека опустились в Бездну Челленджера на глубину 10 909 метров на китайском глубоководном автономном аппарате «Fendouzhe» (Борец)[12], также известном как «Striver»[13].